# Jayton, Texas
Jayton là một thành phố thuộc quận Kent, tiểu bang Texas, Hoa Kỳ. Năm 2010, dân số của xã này là 534 người.

## Dân số
- Dân số năm 2000: 513 người.
- Dân số năm 2010: 534 người.